# 鷺宮 (安中市)
鷺宮（さぎのみや）は、群馬県安中市の地名。郵便番号は379-0124。面積は3.67km2（2010年現在）。

## 地理
碓氷川右岸の南方に東西に長く広がる台地を「横野」といい、その中を流れる猫沢川をはさむ丘陵地に位置している。

## 歴史
江戸時代頃からある地名である。はじめ豊岡藩領、寛永2年に幕府領、正保2年に旗本仙石氏領、寛文9年に幕府領、天和元年に幕府領と旗本溝口氏領、文化9年から旗本溝口氏、島田氏の相給だった。

### 年表
- 1889年4月1日 町村制施行により、鷺宮村は中野谷村、上間仁田村、下間仁田村と合併して東横野村が成立する。
- 1955年3月1日 東横野村は、（旧）安中町、秋間村、磯部町、原市町、板鼻町、岩野谷村、後閑村と合併して安中町となる。そのため、安中町鷺宮となる。
- 1958年11月1日 市制施行により、安中町は安中市となる。そのため安中市鷺宮となる。

### 地名の由来
経津主命が建御名方命を追って上信国境の荒船山に出陣のとき、この地に本陣をかまえたことから、下総国香取神宮の経津主命を遍座奉幣したという。これを「先宮」あるいは「前宮」と称したことから村名が生まれ、のちに鷺宮になったといわれる。

## 世帯数と人口
2017年（平成29年）7月31日現在の世帯数と人口は以下の通りである。
| 大字 | 世帯数  | 人口    |
| ---- | ------- | ------- |
| 鶯宮 | 649世帯 | 1,616人 |

## 教育
市立小・中学校に通う場合、学区は以下の通りとなる。
| 番地 | 小学校               | 中学校             |
| ---- | -------------------- | ------------------ |
| 全域 | 安中市立東横野小学校 | 安中市立第一中学校 |

## 交通

### 鉄道
同町に鉄道駅はない。

### 道路
国道は通っていない。県道は群馬県道212号安中富岡線、群馬県道217号松井田中宿線が通っている。

## 施設
- 安中市立東横野小学校
- 安中警察署鷺宮駐在所
- 安中市 東横野公民館
- 安中東横野郵便局
- 咲前神社

## 避難所
指定緊急避難場所
- 宮本住民センター（咲前神社）[6]
- 金平居公会堂 (低地にあるため水害時の避難には注意が必要とされている。また避難スペースが狭小である。)
- 上平公会堂
- 松栄集会所
- 松栄児童遊園地

指定避難所
- 東横野公民館 [7]

対象地区:東横野1～3区
- 東横野小学校体育館

対象地区:東横野3～6区